# ثنائي البويغ الليموني
ثنائي البويغ الليموني (الاسم العلمي: Bisporella citrina) هو نوع من الفطريات يتبع جنس الثنائي البويغ من الفصيلة المسمارية.